# Cidaphus sinuosus
Cidaphus sinuosus är en stekelart som beskrevs av Dasch 1971. Cidaphus sinuosus ingår i släktet Cidaphus och familjen brokparasitsteklar. Inga underarter finns listade i Catalogue of Life.